# Мосейчук Юрій Юрійович
Юрій Юрійович Мосейчук (нар. 21 квітня 1971, с. Пістинь, Косівський район, Івано-Франківська область) — український футбольний суддя. Арбітр ФІФА, який обслуговував ігри Прем'єр-ліги України та матчі Ліги Європи УЄФА. Завідувач кафедри фізичної культури та основ здоров'я Чернівецького національного університету імені Юрія Федьковича. Кандидат наук з фізичного виховання та спорту (2009). Відмінник освіти України (2009). Доктор педагогічних наук (2018). Заслужений працівник фізичної культури і спорту України (2020).

## Життєпис
Закінчив Снятинський сільськогосподарський технікум за спеціальністю «Механізація» (1990). 
1995 рік — закінчив Чернівецький національний університет, біологічний факультет та отримав кваліфікацію «Агрохімія та ґрунтознавство» (диплом ЛМ № 010728 виданий 26 червня 1995 року).
2002 рік — закінчив Кам'янець-Подільський педагогічний університет, факультет фізичного виховання за спеціальністю «Педагогіка та методика середньої освіти. Фізична культура» (диплом ХМ № 19146046, виданий 21 червня 2002 року).
З 1998 року працює на посаді викладача кафедри фізичного виховання Чернівецького національного університету ім. Ю. Федьковича. У 2002 році переведений на посаду старшого викладача кафедри фізичної культури та валеології. На кафедрі здоров'я людини, спортивної рекреації та фітнесу працює з моменту її заснування. З 1 вересня 2008 року — в. о. завідувача кафедри. На даний час звідувач кафедри фізичної культури та основ здоров'я
У березні 2009 року захистив кандидатську дисертацію за спеціальністю 24.00.02 — Фізична культура, фізичне виховання різних груп населення, на здобуття наукового ступеня кандидата наук з фізичного виховання та спорту.
У 2010 році отримав вчене звання доцент.
У 2018  році захистив докторську дисертацію  на тему: «Система формування культури здоров'я майбутніх вчителів фізичної культури у процесі неперервної професійної підготовки» за спеціальністю 13.00.04- Теорія та методика професійної освіти
У 2019 році отримав вчене звання професор.
Активно займається науковою роботою. Є автором та співавтором: 3 посібників з грифом рекомендовано Міністерством освіти і науки України; 6 навчальних посібників з грифом рекомендовано Вченою Радою університету; є автором  та співавтором 2 монографій; 4 навчально-методичних рекомендацій. Має понад 90 публікацій  у міжнародних та  вітчизняних журналах, збірниках ВАК, в т.ч.  13 публікацій у журналах, які індексуються в наукометричних базах  Scopus – 12  та  Web of Science – 1.
Має публікації зі студентами, бере участь з публікаціями своїх наукових досліджень у міжнародних та всеукраїнських науково-практичних конференціях. Керує науковими роботами студентів (магістерські,  курсові).
З 1993 судив місцеві любительські турніри, з 1996 року — всеукраїнські змагання любительських команд. З 2000 року працював у другій лізі, з 2002 — в першій. У 2004 році 33-літній суддя дебютував в елітному дивізіоні чемпіонату України. Після 11 років вищолігового суддівства, в грудні 2015 року вирішив закінчити кар'єру арбітра у зв'язку з незадовільним фізичним станом. Арбітр міжнародної категорії з футболу (2008–2010 р.). Отримував призначення на представницькі футбольні турніри в Європі: арбітр  фінальної зустрічі чемпіонату Європи серед студентських команд у м. Рим (Італія, 2007 р.), у 2009 році арбітр фінальної частини Універсіади у м. Белград (Сербія). Провів понад 20 ігор на  Міжнародному рівні. Член символічного клубу Татуляна, куди входять арбітри які провели 100 і більше матчів в якості арбітра з футболу у вищому дивізіоні чемпіонатів України.
Протягом своєї кар'єри представляв місто Чернівці.
Кандидат у майстри спорту з футболу.
Нагороджений Почесною грамотою комітету фізичного виховання та спорту Міністерства освіти і науки України (2006) та Почесною грамотою МОНУ (2007), «Відмінник освіти України» (2009).
Захоплення: рибальство.
Виховує доньку і сина.

## Статистика сезонів в елітному дивізіоні
Дані з урахуванням сезону 2009/10
І — ігри, Ж — жовті картки, Ч — червоні картки, П — призначені пенальті
| Сезон    | І  | Ж  | Ч | П |
| -------- | -- | -- | - | - |
| 2004/05  | 4  | 17 | - | 1 |
| 2005/06  | 10 | 44 | 1 | 3 |
| 2006/07  | 13 | 68 | 2 | 4 |
| 2007/08  | 16 | 87 | 5 | 4 |
| 2008/09  | 1  | 1  | - | 1 |
| 2009/10* | -  | -  | - | - |

* — обслуговував матчі молодіжної першості та першої ліги